# Jerzy Tolibowski
Jerzy Tolibowski herbu Nałęcz (zm. w 1570 roku) – stolnik brzeskokujawski w latach 1549–1568, surogator starosty brzeskokujawskiego.
Poseł województw: brzeskokujawskiego i inowrocławskiego na sejm piotrkowski 1550 roku, sejm 1553 roku, poseł województwa brzeskokujawskiego na sejm 1556/1557 roku, sejm 1562/1563 roku.